# Czas i staruchy

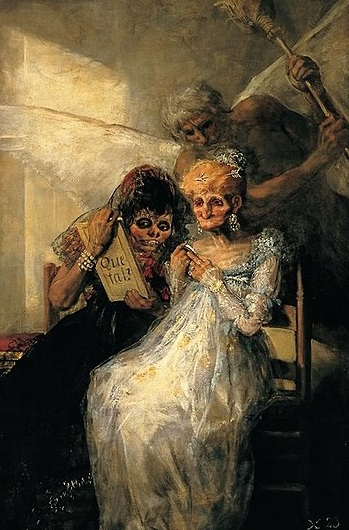
Zasięg oryginalnej kompozycji bez dosztukowanych brzegów, 161 x 105 cm

Czas i staruchy lub Czyżbym to była ja? – (hiszp. Las viejas) obraz hiszpańskiego malarza Francisca Goi. Należy do zbiorów Palais des Beaux-Arts w Lille.

## Okoliczności powstania
W czasie hiszpańskiej wojny niepodległościowej (1808–1814) Goya otrzymywał niewiele oficjalnych zleceń. W ostatnich latach konfliktu na krótko porzucił w swoich dziełach tematykę wojenną. Powrócił do satyry na społeczeństwo i jego wady, która pojawiła się już wcześniej w serii rycin pt. Kaprysy. Zmienia się jednak paleta barw i interpretacja malarska, które nadają dziełom nowy wyraz. Do obrazów o tematyce społeczno-moralnej powstałych w tym okresie należą przedstawienia starych wiedźm i prostytutek, takie jak Czas i staruchy, Majas na balkonie i Maja i Celestyna, a także proletariuszy przy pracy: Szlifierz, Kuźnia i Nosicielka wody. Ten okres stanowił też ostateczne zerwanie Goi z XVIII-wiecznym malarstwem i sielankową, barokową stylistyką jego kartonów do tapiserii. 
Podobnie jak w przypadku wielu dzieł Goi przedstawiających zwykłych Hiszpanów, także i obraz Czas i staruchy nie powstał na zamówienie, ani nie został wystawiony czy sprzedany za życia malarza. Został stworzony dla przyjemności artysty lub z przeznaczeniem do dekoracji własnego domu przy ulicy Valverde w Madrycie. Zestawienie Majas na balkonie oraz Maja i Celestyna z obrazem Czas i staruchy podkreśla kwestię ulotności piękna.
W inwentarzu dóbr Goi sporządzonym w 1812 po śmierci jego żony obraz Czas i staruchy zajmuje pozycję 23, a pod numerem 24 zanotowano „dwa obrazy młodych kobiet na balkonie” (Majas na balkonie oraz Maja i Celestyna). Te trzy obrazy mają zbliżone rozmiary i powstały na trzech dziełach innego malarza z początku XVII w., prawdopodobnie ze szkoły hiszpańskiej. Badania radiograficzne ujawniły, że starsze dzieła przedstawiały alegorie żywiołów na podstawie rycin Adriaena Collaerta. Czas i staruchy powstał na alegorii powietrza, Majas na balkonie ziemi, a Maja i Celestyna ognia. W okresie wojennym malarzowi brakowało podstawowych materiałów do pracy, dlatego zdarzało mu się zamalowywać także własne obrazy i ponownie wykorzystywać płótna. Zbliżone pozycje w inwentarzu, podobne wymiary oraz fakt, że te trzy obrazy powstały na dziełach stanowiących serię, sugerują, że również te prace stanowią grupę, w której indywidualne znaczenia dzieł wzajemnie się uzupełniają.

## Opis obrazu
W przypadku obrazu Czas i staruchy satyra wydaje się być wyjątkowo dosadna. Dwie staruchy przeglądają się w lustrze, na którego odwrocie widnieje ironiczny napis Qué tal? (Jak tam?). Niegdysiejsze modnisie z niedowierzaniem spoglądają na swoje odbicie. Starucha o ciemnych włosach ma przypominające trupią czaszkę przerażające rysy twarzy, które ma złagodzić grubo nałożony makijaż. Jej ręce niczym szpony mocno zaciskają się na lustrze. Druga starucha o jasnych włosach i zaciśniętych ustach trzyma w rękach mały przedmiot, być może puderniczkę. Obie kobiety noszą eleganckie suknie i biżuterię – drogie przedmioty, których piękno nie przemija, w przeciwieństwie do ich właścicielek.
Za plecami kobiet skrzydlaty starzec – personifikacja Czasu – również przygląda się ich odbiciu w lusterku. Czas uzbrojony jest w miotłę zamiast kosy – być może ma nią pozamiatać proch, w który obrócą się staruchy i ich próżność.
W Kaprysach karykaturalną postać kobiecą interpretowano jako mało urodziwą, lecz znaną z miłosnych podbojów królową Marię Ludwikę. Spekulowano, że jedna ze staruch na obrazie może przedstawiać królową, gdyż ma we włosach brylantową strzałkę podobnie jak Maria Ludwika na obrazie Rodzina Karola IV. W rzeczywistości była to popularna ozdoba narzucona przez francuską modę. Druga kobieta jest interpretowana jako bliska malarzowi księżna Alba, uważana za prawdziwą piękność rywalka królowej.
Oryginalne wymiary obrazu 161 × 105 cm znane są z katalogu kolekcji króla Ludwika Filipa i wykonanego w tym okresie zdjęcia. Obraz został dosztukowany około 20 cm na wszystkich brzegach. W ten sposób widoczny jest koniec lewego prawego skrzydła Czasu, wiecheć miotły i stopy staruch. Obraz został powiększony prawdopodobnie około 1873, kiedy razem z Listem trafił do kolekcji Palais des Beaux-Arts w Lille. Nowe wymiary zbliżają go do wymiarów Listu – 181 × 122 cm.

## Proweniencja
Obraz został wymieniony w inwentarzu dóbr Goi sporządzonym w 1812 po śmierci jego żony. Inwentarz powstał w celu podziału majątku między malarzem i jego synem Javierem. W prawym dolnym rogu obrazu widnieje znak inwentarzowy X.23. W 1825 baron Isidore-Justin-Séverin Taylor kupił obraz od Javiera Goi na zamówienie króla Ludwika Filipa. Czas i staruchy były jednym z ośmiu płócien Goi nabytych przez króla i wystawianych w Galerie espagnole de Paris w Luwrze w latach 1838–1848, do czasu detronizacji króla. W 1853 kolekcja króla uznana za majątek prywatny została wystawiona na sprzedaż. Obecnie jest jednym z dwóch obrazów Goi w kolekcji Palais des Beaux-Arts w Lille, obok dzieła List.